# Dirk Wijnalda
Dirk Wijnalda (1973) es un deportista neerlandés que compitió en triatlón. Ganó dos medallas en el Campeonato Europeo de Triatlón de Larga Distancia en los años 2014 y 2016.

## Palmarés internacional
| Campeonato Europeo | Campeonato Europeo    | Campeonato Europeo | Campeonato Europeo |
| Año                | Lugar                 | Medalla            | Prueba             |
| ------------------ | --------------------- | ------------------ | ------------------ |
| 2014               | Almere (Países Bajos) | Medalla de plata   | Individual         |
| 2016               | Poznan (Polonia)      | Medalla de bronce  | Individual         |